# Callipallene pectinata
Callipallene pectinata är en havsspindelart som först beskrevs av Calman, W.T. 1923.  Callipallene pectinata ingår i släktet Callipallene och familjen Callipallenidae.
Artens utbredningsområde är Indiska oceanen. Inga underarter finns listade.